# ارین
ارین یا اریون (به انگلیسی: Ayreon) (تلفظ صحیح:) عنوان یک پروژه موسیقی است که توسط آهنگساز و موسیقی‌دان هلندی، آرین آنتونی لوکاسن، در سال ۱۹۹۵ تأسیس شد. درباره سبک موسیقی ارین نمی‌توان قاطعانه نظر داد چرا که سبک این گروه که در ابتدا هوی متال و پراگرسیو راک به نظر می‌رسد ولی در واقع سبک ارین تلفیقی از چندین گونه سبک‌های مختلف راک و متالی همچون سمفونیک، فولک، پراگرسیو، کلاسیکال، الکترونیکال و حتی پاور متال است و به نوعی می‌توان گفت ارین با تلفیق این گونه‌ها به ابداع سبک جدیدی مختص به خود دست یافته‌است.
آهنگسازی و نوشتن اشعار در ارین توسط لوکاسن انجام می‌شود و همچنین او در هنگام ضبط آلبوم‌های گروه نوازندگی چندین ساز را بر عهده می‌گیرد. همراه او اد وربی است که تقریباً در تمامی آثار گروه، نوازندگی درامز را بر عهده دارد.
نکته قابل توجه درباره موسیقی ارین نحوه و چیدمان سازبندی آن است، در ارین علاوه بر استفاده از سازهای معمول در موسیقی راک و متال مانند گیتار الکتریک و بیس و... از سازهای دیگری نیز که بیشتر در موسیقی‌های فولک و کلاسیک استفاده می‌شوند نیز استفاده می‌شود، سازهایی همچون فلوت، ماندولین، ویولون و سیتار از این دست هستند.

## داستان یک ابرگروه
شروع رسمی ارین را می‌توان با انتشار اولین آلبوم آن‌ها به نام آزمون نهایی مصادف دانست، آلبومی که در ضبط آن ۱۳ خواننده و ۷ نوازنده با هم همکاری داشته‌اند. آزمون نهایی آلبومی است که بر آن فضایی تحت تأثیر افسانه‌های علمی تخیلی و عناصر قرون وسطایی حاکم است. این آلبوم را به عنوان نقطه عطف و از اولین آلبوم‌های سبک متال اپرا و راک اپرا بر می‌شمارند.
در ۲۳ اکتبر ۱۹۹۶ دومین آلبوم گروه با عنوان خیال واقعی با همکاری شرکت ترنس‌میشنز و با تهیه‌کنندگی لوکاسن منتشر می‌شود و عنوان تنها آلبوم ارین را لقب می‌گیرد که در آن از داستان‌های دنباله دار خبری نیست اما همچنان همان فضاهای خیالی مورد علاقه لوکاسن بر آن حکم‌فرماست. در ضبط این آلبوم تنها سه خواننده و سه نوازنده همکاری داشتند. خیال واقعی برخلاف آلبوم پیشین خود، فروش چندانی را در کارنامه خود ثبت نکرد و چندان مورد علاقه هوادران واقع نشد.
سال ۱۹۹۸ سالی بود که در آن ارین شاهکار خود را عرضه کرد، آلبوم به درون قصر الکتریکی بدون شک بهترین آلبوم ارین تا به امروز است، آلبومی که ۸ خواننده که هر کدام اجرای مختص به یک شخصیت خاص را بر عهده دارند و ۱۱ نوازنده در ضبط آن همکاری کرده‌اند. به درون قصر الکتریکی به صورت یک آلبوم دبل سی‌دی در ۳۰ اوت ۱۹۹۸ منتشر شد و سریعاً مورد توجه هوادران و منقدین واقع شد. در اکثر نظرسنجی‌ها، به درون قصر الکتریکی مقام بسیار بالایی را کسب کرد. لوکاسن در ضبط این آلبوم وظیفه نوازندگی ۷ ساز مختلف را بر عهده داشت.
پس از گذشت دو سال از انتشار آلبوم موفق به درون قصر الکتریکی، ارین دست به انتشار آلبوم دوگانه‌ای به نام مهاجر جهانی نمود، آلبومی که خود از دو آلبوم دیگر تشکیل می‌شد. آلبوم اول با عنوان ماشین رؤیا پردازی که فضای بسیار آرام و تحت تأثیر پراگرسیو راک داشت.آلبوم دوم نیز کوچ مهاجر نام گرفته بود که بر عکس آلبوم اول فضای هوی‌تری بر آن حکم‌فرما بود. در ضبط کوچ مهاجر۱۰ خواننده با هم همکاری داشتند که در این میان به اسامی بزرگانی چون بروس دیکینسون از آیرن میدن، اندی دریس از هلووین، راسل الن از سیمفونی ایکس، تیمو کوتیپلتو از استراتوواریوس، رالف شفر از پریمال فیر و فابیو لیونه از راپسودی آو فایر بر می‌خوریم.

اندک زمانی بعد و در همان سال ۲۰۰۰، گروه آلبوم دیگری با نام فقط اریناتس را منتشر کرد، آلبومی که در روی جلد آن این جمله حک شده بود: 
 فقط برای هوادران آتشی
 این آلبوم حاوی ۱۱ قطعه است و تهیه‌کنندگی آن به مانند سابق بر عهده لوکاسن بود.
سال ۲۰۰۴ ارین آلبومی را منتشر کرد که کاملاً بر خلاف روند گذشته خود در مضامین اشعار بود. البوم معادله انسان بر خلاف آلبوم‌های پیشین ارین، حاوی مضامین تخیلی نبود بلکه کاملاً تحت تأثیر مضامین و موضوعات روانشناسانه بود. در ضبط این آلبوم ۱۲ نفر با لوکاسن همکاری کردندو البته این آلبوم آخرین آلبومی بود که گروه با همکاری شرکت نشر ترنسمینز منتشر می‌کرد و پس از آن اینسایدآوت جایگزین ترنسمیشنز شد.
سال ۲۰۰۶، پس از اینکه لوکاسن استودیوی جدید خود را ایجاد نمود، شروع به ساخت آلبومی با عنوان غیرمعمول ۰۱۰۱۱۰۰۱ کرد که در سال ۲۰۰۸ منتشر شد. عنوان آلبوم به نظر می‌رسد که الهام گرفته شده از کدهای باینری برنامه‌نویسی کامپیوتر باشد. حال و هوای این آلبوم بسیاره تیره‌تر از آلبوم‌های پیشین گروه بود و از این لحاظ در نوع خود بی سابقه بود. ۲۰۰۸ ارین، یک آلبوم ای‌پی را منتشر ساخت که تنها حاوی سه قطعه بود که عنوان انتخاب شده بر روی آن حک گشته بود. همچنین در نوامبر ۲۰۰۸، یک آلبوم گردآوری شده از آثار پیشین گروه با عنوان خط زمان منتشر شد. طبق اعلام لوکاسن در وبگاه رسمی خود آخرین آلبوم ایرین با عنوان "تئوری همه چیز" در سال 2013 منتشر خواهد شد.